# Diego de Ospina y Medinilla
Diego Martínez de Ospina y Medinilla Acosta (Remedios, Antioquia, 1567-Neiva, Huila, 1630), apodado El Rey Chico, fue un explorador, militar conquistador, y colonizador criollo. Es conocido principalmente por haber sido el fundador definitivo de la ciudad colombiana de Neiva.

## Biografía
Era hijo del también conquistador y colonizador español Francisco Martínez de Ospina y Medinilla, oriundo de Salinas de Añana, España, quien fuera conquistador del Valle de Upar, actual Valledupar, y del norte de Antioquia. También fue el pacificador de la Provincia de Mariquita y fundador de la ciudad de Remedios, Antioquia, en 1560 donde naciera su hijo Diego de Ospina y Medinilla.
El Rey Chico contó con varios cargos durante su vida de los cuales destacan los de gobernador y fiscal mayor de Cimitarra, Timaná y Neiva; capitán general, alguacil, y alcalde de la Real Audiencia de Santa Fe; canciller del Nuevo Reino de Granada y encomendero de Calamoima. 
También, fundó por tercera vez y última vez la ciudad de Neiva, Huila, el 24 de mayo de 1612 sobre la rivera del río Magdalena en la Provincia de Páez, recientemente independizada de la Provincia de Popayán en 1610, que tenía como capital al pueblo de San Sebastián de La Plata. 
Dentro de la historia de los pueblos Pijaos, a Don Diego de Ospina y Medinilla se le atribuye la muerte del cacique Calarcá tras atinarle un disparo en el pecho luego de una incursión del cacique y sus hombres a un fuerte protegido por el capitán Ospina y Medinilla en la cordillera central de Colombia.
Don Diego de Ospina y Medinilla Acosta murió a la edad de 63 años en 1630 en Neiva, y su cuerpo fue sepultado en el Convento de Santo Domingo.